# Strychnos parvifolia
Strychnos parvifolia là một loài thực vật có hoa trong họ Mã tiền. Loài này được A.DC. miêu tả khoa học đầu tiên năm 1845.